# Христианство в Сербии
Христианство в Сербии — самая распространённая религия в стране.
По данным исследовательского центра Pew Research Center в 2010 году в Сербии проживало 7,26 млн христиан, которые составляли 93,5 % населения этой страны. Энциклопедия «Религии мира» Дж. Г. Мелтона оценивает долю христиан в 2010 году в 80,7 % (6,33 млн верующих).
Крупнейшим направлением христианства в стране является православие. В 2000 году в Сербии действовало 3,5 тыс. христианских церквей и мест богослужения, принадлежащих 83 различным христианским деноминациям.
Помимо сербов, христианами также являются большинство живущих в стране венгров, хорватов, словаков, черногорцев, арумын, чехов, поляков, румын, русин, македонцев, болгар, украинцев, немцев и др.
Сербские христиане участвуют в экуменическом движении. В стране действует Экуменический совет церквей Сербии и Черногории, возводящий свою деятельность к Совету церквей Югославии (создан в 1968 году). Три сербские церкви (реформаторов, православныих и лютеран) являются членами Всемирного совета церквей. Консервативные евангельские церкви страны объединены в Сербский евангелический альянс, связанный со Всемирным евангельским альянсом.